# Пак Джи Мин
Пак Джи Мин (на корейски: 박지민), по-известен като Джимин, е южнокорейски певец, автор на песни и танцьор. През 2013 г. дебютира като член на южнокорейската момчешка група BTS, в звукозаписната компания Big Hit Entertainment.

## Живот и кариера

### Ранен живот и образование
Джимин е роден на 13 октомври 1995 г. в област Geumjeong, Пусан, Южна Корея. Неговото семейство включва майка, баща и по-малък брат. Като дете посещава началното училище Ходон в Пусан и средното училище в Йонсан.. По време на средното училище посещава Just Dance Academy и се учи на popping и locking dance. Преди кариерата си в BTS, Джимин учи модерни танци в гимназията по изкуства в Пусан и е първокласен студент в катедрата за модерни танци. След като негов учител му предлага да отиде на прослушване в развлекателна компания, това го довежда до Big Hit Entertainment. След като преминава през прослушванията през 2012 г., той се прехвърля в корейската художествена гимназия, която завършва през 2014 г. Джимин учи в Global Cyber University.

### BTS
На 13 юни 2013 г. Jimin дебютира като член на BTS с излизането на сингъла „No More Dream“. В групата Джимин заема позицията на вокалист и танцьор. В BTS издава две самостоятелни песни: „Lie“ и „Serendipity“. Песента „Lie“ е издадена през 2016 г. в албума Wings. Той е описан като зашеметяващ и драматичен, предаващ тъмни тонове и емоции, които помагат да отразят цялостната концепция на албума. За разлика от тях „Serendipity“ от албума „Love Yourself: Her“, издаден през 2017 г., разкрива мекота и чувственост, както и радостта, убедителността и любопитството на любовта.
И двете солови песни на Jimin „Serendipity“ и „Lie“ надминаха петдесет милиона стриймове в Spotify, първата такава K-pop песен след „Gentleman“ на Psy. Песните са и единствените самостоятелни песни на член на BTS в 20-те най-стриймвани песни на BTS във Великобритания. През 2018 г. той беше награден с пета степен на Ордена за културни заслуги Hwagwan от президента на Южна Корея, заедно с други членове на групата.

## Соло работа
През 2014 г. Jimin си сътрудничи с колегата си Jungkook за песента „Christmas Day“, корейско изпълнение на „Mistletoe“ на Джъстин Бийбър, като текстовете на корейски са написани от Джимин. По-късно Джимин отново си сътрудничи с Jungkook, пускайки кавър на „We Don't Talk Anymore“, първоначално издадена на 2 юни 2017 г. от Charlie Puth и Селена Гомес.
Джимин започва да участва в различни предавания като „Hello Counselor“, „Please Take Care of My Refrigerator“, и „God's Workplace“ през 2016 г. През същата година той е домакин и специален MC в шоута като „Show! Music Core“ и „M Countdown“. През декември участва и в дует на музикалния фестивал на KBS с Taemin от SHINee.
Джимин пуска първата си самостоятелна песен извън албумите на BTS „Promise“ на 30 декември 2018 г. Песента, описана от „Billboard“ като „мека поп балада“, е съставена от Джимин и продуцента на Big Hit Entertainment Slow Rabbit, който и продуцира парчето. „Promise“ включва текстове, написани от Джимин и Ким Нам Джун.

## Филантропия
От 2016 до 2018 г. Джимин подкрепя възпитаниците на неговото бивше основно училище в Пусан „Ходун“, като покрива разходите за униформи. След като научава новината за закриването на училището, той дарява летни и зимни училищни униформи на завършващите ученици подарява албуми с автографи на цялото училище. В началото на 2019 г. Джимин дарява 100 милиона корейски уонове (приблизително 88 000 щатски долара) на Министерството на образованието в Пусан, за да подпомогне обучението на учениците с по-ниски доходи. От общата сума 30 милиона уона (приблизително 23 000 щатски долара) отиват за гимназията по изкуства в Пусан, където е учил Джимин.

## Творчески умения
Вокалните умения на Jimin са описани като деликатни и сладки. Той се счита за изключителен танцьор сред членовете на групата и като цяло в К-поп средите. Noelle Devoe от Elite Daily пише, че често е хвален за „плавните и елегантни движения“, както и за очарованието си на сцената. В документалния филм на BTS „Burn the Stage“ Джимин казва, че смята себе си за перфекционист, като заявява, че дори най-малките грешки на сцената го карта да се чувства виновен и го стресират.
Той посочва певеца Rain като едно от вдъхновенията си и причината, поради която е пожелал да стане и певец и изпълнител.

## Въздействие и влияние
През 2016 г. Джимин е класиран като 14-ият най-предпочитан к-поп идол в проучване, проведено от Gallup Korea. През 2017 г. той е на 7-о място, а в проучването за 2018 г. се класира на номер 1. Той е класиран на 17-о място за най-добър член на момчешка група в историята на The Guardian. От януари до май 2018 г. Джимин печели месечната награда Peeper x Billboard за „Най-добър индивидуален изпълнител на K-Pop“. Peeper x Billboard е колаборация между приложението на Peeper за социални медии и Billboard Korea, която събира гласове на фенове за любимите си K-pop изпълнители и обявява месечни победители. Наградата е дарение на благотворителната организация УНИЦЕФ на негово име. През 2019 г. той получава плакет на благодарност от Културно-природозащитното дружество за изпълнение на buchaechum, традиционен на корейския танц с ветрила, по време на музикалните награди Melon 2018. Той получи наградата за подпомагане на разпространението на танца извън Корея.